# Tempo di terrore
Tempo di terrore (Welcome to Hard Times) è un film del 1967 diretto da Burt Kennedy.
È conosciuto in Italia anche con il titolo Tempo di uccidere.

## Trama
Un pavido avvocato, Will Blue, assiste impotente alla distruzione del suo villaggio ad opera di un fuorilegge che rapina, stupra e uccide, lasciando solo rovine fumanti. Quando il paese si è ripreso, mesi dopo, il criminale ritorna e questa volta Blue lo affronterà a viso aperto.